# Max von der Groeben
Max von der Groeben celým jménem Maximilian Alexander Graf von der Groeben (* 15. ledna 1992, Kolín nad Rýnem) je německý herec a příslušník šlechtického rodu Groebenů.

## Život
Ve dvanácti letech měl první zkušenosti s televizí v pořadu Kings of Comedy. Následovaly další pořady v televizi jako např. seriál Bernds Hexe, Danni Lowinski nebo Speciální tým Kolín (SOKO Köln). První větší hlavní roli měl v roce 2011 ve filmu Inklusion – gemeinsam anders. Zde hrál studenta s duševním omezením. Za tuto roli získal v roce 2013 filmovou cenu Goldene Kamera (Zlatá kamera), kterou mu předal Hape Kerkeling, v kategorii nejlepší nastupující mladý herec.
Mezi roky 2013 až 2017 studoval herectví na Otto-Falckenberg-Schule v Mnichově. Svoji nejúspěšnější hlavní roli měl po boku Elyase M’Bareka a Jelli Haase ve filmu Fakjů pane učiteli, kde hrál postavu Dangera. Ve stejné roli hrál i v pokračování Fakjů pane učiteli 2 a Fakjů pane učiteli 3.

## Filmografie
| Rok       | Název                                               | Role                                   | Poznámky       |
| --------- | --------------------------------------------------- | -------------------------------------- | -------------- |
| 2005      | Bernds Hexe                                         | Max Bauermann (11 epizod)              | TV seriál      |
| 2005      | Červená Karkulka                                    | Konrad                                 | TV film        |
| 2005      | Lední Medvídek 2: Tajemný ostrov                    | Chucho (hlas)                          |                |
| 2008      | Lenny & Twiek                                       | (hlas)                                 | TV seriál      |
| 2010      | Naše farma v Irsku                                  | Tom Gallaway (1 epizoda)               | TV seriál      |
| 2011      | Speciální tým Kolín                                 | mladý Marc Westen (1 epizoda)          | TV seriál      |
| 2011      | Bernds Hexe                                         | Max Bauermann (8 epizod)               | TV seriál      |
| 2011      | Neue Chance zum Glück                               | Max Cremer                             | TV film        |
| 2011      | Inklusion - gemeinsam anders                        | Paul Fischer                           | TV film        |
| 2011      | Freilaufende Männer                                 | žák autoškoly                          | TV film        |
| 2011      | Danni Lowinski                                      | Mirco (1 epizoda)                      | TV seriál      |
| 2012      | Unter uns                                           | Lars Winkler (1 epizoda)               | TV seriál      |
| 2012      | Vraždy v Kitzbühelu                                 | Bernd Jandl (1 epizoda)                | TV seriál      |
| 2012      | Volejte policii 110                                 | Dietrich "Ditsche" Kummert (1 epizoda) | TV seriál      |
| 2012-2015 | Die LottoKönige                                     | Theo König (17 epizod)                 | TV seriál      |
| 2013      | Der Staatsanwalt                                    | Tobias Heinlein (1 epizoda)            | TV seriál      |
| 2013      | Speciální tým Kolín                                 | Thorsten Opoczynski (1 epizoda)        | TV seriál      |
| 2013      | Fakjů pane učiteli                                  | Danger                                 |                |
| 2013      | Permanent Vegetative State                          | Nik                                    | krátkometrážní |
| 2014      | Unperfekt                                           | Mateo                                  | hudební video  |
| 2014      | Malý dráček                                         | Kokosnuss (hlas)                       | [ 15 ]         |
| 2014      | Doktorspiele                                        | Harry                                  | [ 15 ]         |
| 2014      | Bibi a Tina                                         | Freddy                                 | [ 15 ]         |
| 2014      | Bibi a Tina: Zmatená a okouzlená                    | Freddy                                 | [ 15 ]         |
| 2015      | Fakjů pane učiteli 2                                | Danger                                 | [ 15 ]         |
| 2015      | Abschussfahrt                                       | Max Schmeller                          | [ 15 ]         |
| 2016      | Bibi a Tina 3: Holky proti klukům                   | Freddy                                 | [ 15 ]         |
| 2016      | Místo činu                                          | Benny (1 epizoda)                      | TV seriál      |
| 2016      | Nachtschicht                                        | Punk (1 epizoda)                       | TV seriál      |
| 2017      | Fakjů pane učiteli 3                                | Danger                                 | [ 18 ]         |
| 2017      | Bibi a Tina 4: Naprostý chaos                       | Freddy                                 | [ 18 ]         |
| 2018      | Der kleine Drache Kokosnuss - Auf in den Dschungel! | Kokosnuss (hlas)                       | [ 18 ]         |
| 2019      | Únos Stelly                                         | Tom                                    | [ 18 ]         |
| 2019      | Téměř dokonalá tajemství                            | Matti (hlas)                           | [ 18 ]         |
| 2019      | Auerhaus                                            | Frieder                                | [ 18 ]         |
| 2020      | Lindenberg! Mach dein Ding                          | Steffi Stephan                         | [ 18 ]         |
| 2020      | Die verlorene Tochter                               | Robert Wolff                           | TV minisérie   |
| 2021      | Kouzelná škola                                      | liška Rabbat (hlas)                    | [ 20 ]         |
| 2021      | Hinterland                                          | Severin                                | [ 20 ]         |
| 2021      | Das Haus                                            | Alex                                   | [ 20 ]         |
| 2022      | Die Schule der magischen Tiere 2                    | liška Rabbat (hlas)                    | [ 20 ]         |
| 2022      | Das Netz - Spiel am Abgrund                         | Marcel Fork                            | TV minisérie   |
| 2023      | Polednice                                           | Wilhelm Sehmisch                       |                |
| 2023      | Osvětimský proces                                   | Hans Kubler                            | TV minisérie   |
| 2024      | Fakjů princezny                                     | Princ Bosco                            |                |
| 2024      | Die Schule der magischen Tiere 3                    | liška Rabbat (hlas)                    |                |

| Rok  | Cena                           | Kategorie                     | Dílo                                                    | Výsledek  | Ref.   |
| ---- | ------------------------------ | ----------------------------- | ------------------------------------------------------- | --------- | ------ |
| 2012 | Televizní cena Güntera Stracka | Nejlepší mladý herec          | Inklusion - gemeinsam anders                            | nominován | [ 23 ] |
| 2013 | Televizní cena Güntera Stracka | Nejlepší mladý herec          | seriál Volejte policii 110 (epizoda "Eine andere Welt") | nominován | [ 23 ] |
| 2013 | Golden Camera, Německo         | Pamětní kamera Curta Jürgensa | seriál Volejte policii 110 (epizoda "Eine andere Welt") | vítěz     | [ 23 ] |
| 2013 | Ceny německých filmových herců | Nejlepší mladý herec          | Inklusion - gemeinsam anders                            | nominován | [ 23 ] |
| 2015 | Bravo Otto                     | Nejlepší herec                |                                                         | nominován | [ 23 ] |
| 2016 | Bavorské filmové ceny          | Nejlepší mladý herec          | Fakjů pane učiteli 2                                    | vítěz     | [ 23 ] |